# Town of Walkerville
The Corporation of the Town of Walkerville (lub Town of Walkerville) - najmniejsza jednostka samorządowa wchodząca w skład aglomeracji Adelaide, położona w jej centrum. Walkerville zamieszkuje 6763 osób (dane z 2001), powierzchnia wynosi 3,57 km². 

## Dzielnice
- Gilberton (5081)
- Medindie (5081)
- Vale Park (5081)
- Walkerville (5081)